# Infecção respiratória
Infecção respiratória é a principal doença causada pela poluição do ar. Os aérossois (partículas em suspensão no ar poluído) entram em nosso organismo através das vias aéreas, mas causam irritação nos tecidos, fazendo com que eles reajam eliminando secreções. Os sintomas mais comuns são tosse, dor de garganta e coriza.

## Prevenção
Apesar da capacidade de filtração superior dos respiradores de peça facial de filtragem N95 medidos in vitro, evidências clínicas insuficientes foram publicadas para determinar se máscaras cirúrgicas normais e respiradores de faceta filtrante são equivalentes com relação à prevenção de infecções respiratórias em profissionais de saúde XRL8.